# Emma Paetz
Emma Paetz (* 1993 in Edmonton) ist eine kanadische Schauspielerin in Film, Fernsehen und Theater. Internationale Bekanntheit erlangte sie durch ihre Rolle in der DC-Serie Pennyworth in der Rolle der Martha Kane.

## Leben und Karriere
Die 1993 in Edmonton geborene Emma Paetz erhielt ihre Ausbildung an der Guildhall School of Music and Drama in London. Wie viele andere talentierte britische Schauspielerinnen begann sie mit der ernsthaften Schauspielkunst beim Theater und war Teil mehrerer Bühnenproduktionen, darunter 2017 bei einer Aufführung des Stücks No Place for a Woman in der Rolle der Isabella.
Ihr Spielfilmdebüt gab sie im Jahre 2015 in einer kleinen Nebenrolle in Tyler Shields’ Horrorthriller Final Girl neben Abigail Breslin und Wes Bentley. 2018 spielte sie in Nick Hornbys Romanverfilmung von Juliet, Naked. 2020 sah man sie als Michelle in Chris Baughs Horrorkomödie Boys from County Hell.
Ihren Durchbruch im Fernsehen feierte sie 2019 als Martha Kane in der aufwendigen Serienverfilmung Pennyworth an der Seite von Jack Bannon und Ben Aldridge.

## Filmografie (Auswahl)

### Filme
- 2015: Final Girl
- 2018: Juliet, Naked
- 2020: Boys from County Hell

### Fernsehen
- 2005: Selling Innocence (Fernsehfilm)
- 2018: The Looming Tower (Fernsehminiserie, 1 Episode)
- 2018: Press (Fernsehminiserie, 1 Episode)
- 2019: Gentleman Jack (Fernsehserie, 3 Episoden)
- 2019–2022: Pennyworth (Fernsehserie, 18 Episoden)